# Johannes Østrup
Johannes Elith Østrup, né le 27 juillet 1867 à Copenhague et mort le 5 mai 1938 dans la même ville) est un philologue et professeur danois. Professeur à l'université de Copenhague, il y est recteur de 1934 à 1935. 
En 1893, après un voyage d'études au Moyen-Orient, il revient à Copenhague à cheval, traversant une bonne partie de l'Asie mineure et de l'Europe continentale.

## Jeunesse et formation

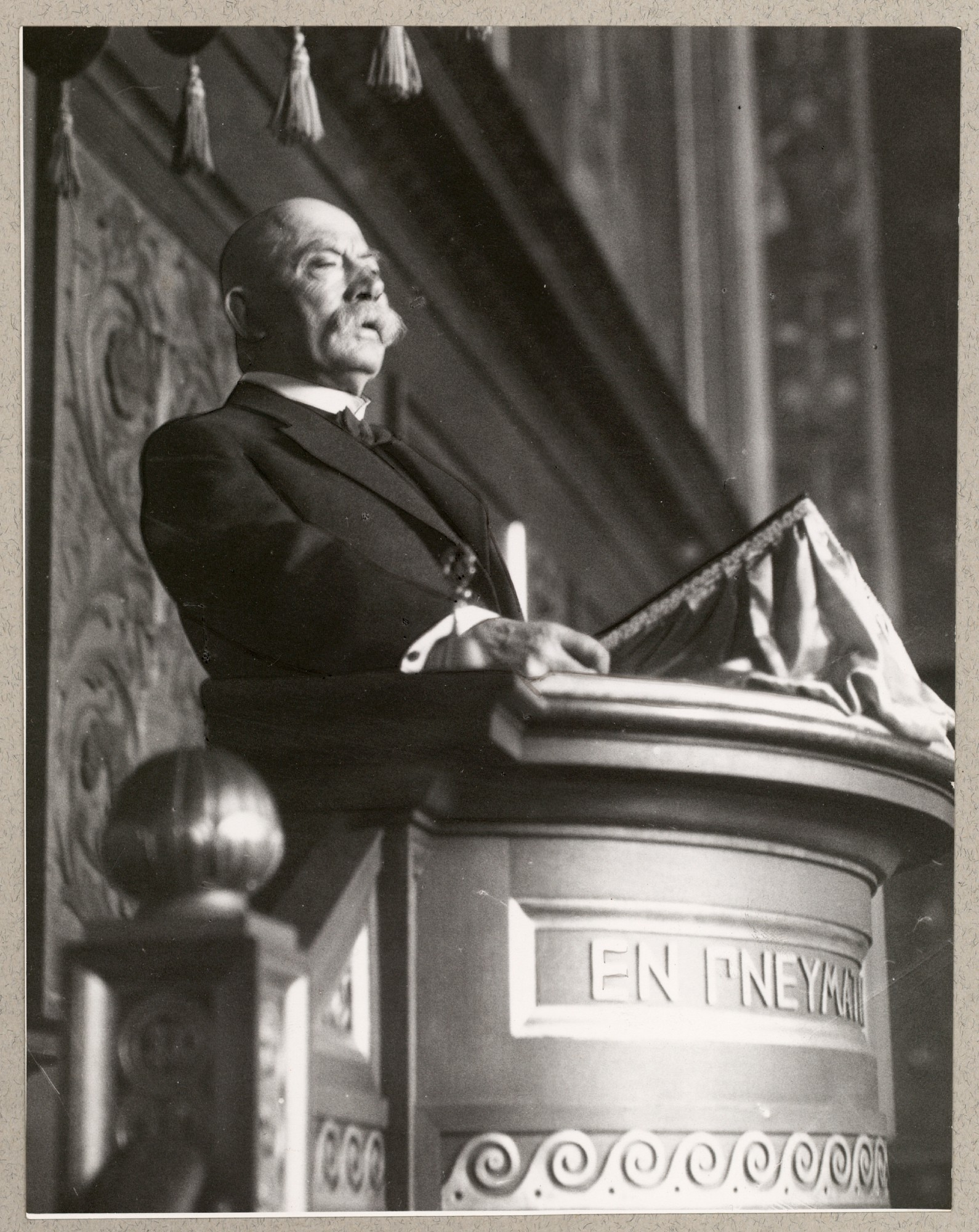
Johannes Østrup recteur de l'université de Copenhague.

Né à Copenhague, Østrup est le fils du fermier Hans Frederik Østrup. En 1890, il intègre l'école Metropolitanskolen de Copenhague et y étudie le grec, latin et le danois. Dans ses temps libres, il lit des travaux en sanskrit des principaux philologues de l'époque et étudie les ouvrages de A. F. van Mehren sur les langues sémitiques. En 1889, toujours étudiant, il publie une série de traductions intitulée Arabiske Sange og Eventyr (pouvant se traduire en français par « Chansons et contes de fées arabes »). À l'âge de 24 ans, avec sa thèse Studier over Tusind og en Nat, il devient le plus jeune étudiant à recevoir un doctorat.

## Voyage au Moyen-Orient
De 1891 à 1893, Østrup fait un voyage d'études en Égypte et en Syrie dans des conditions difficiles, visitant notamment la tribu bédouine Aneza, peu connue à l'époque. 
Il fait environ 4 500 kilomètres à travers l'Égypte, la Syrie et l'Asie mineure, avant de revenir au Danemark, sur le dos d'un étalon arabe. Ces voyages, incluant un retour de soixante jours Constantinople-Copenhague à dos de cheval en 1893, sont abondamment décrits dans son livre Skiftende Horizonter (« Changeant d'horizons »), publié en 1894.